# Amanayé jezik
Amanayé jezik (amanage, amanajé, amanyé, manajo, manaxo, manaze, manazo; ISO 639-3: ama), jezik istoimenog indijanskog plemena Amanayé koji se nekada govorio na rijeci Capim u brazilskoj državi Pará, općina São Domingos do Capim. Danas više nema nijednog poznatog govornika.
Pripadao je porodici tupí-guaraní, skupini oyampi. Etnička populacija iznosi 192 (2001 ISA), ali danas govore portugalski.

## Vanjske poveznice
- Ethnologue (14th)
- Ethnologue (15th)